# Іткіна Марія Леонтіївна
Марія Леонтіївна Іткіна (біл. Марыя Лявонцьеўна Іткіна, 3 лютого 1932—1 грудня 2020) — радянська білоруська легкоатлетка, яка спеціалузувалась у спринті, чемпіонка Європи та рекордсменка світу, учасниця трьох Олімпійських ігор (1956—1964).
Закінчила Білоруський державний інститут фізичної культури (1957).

## Спортивна кар'єра
Народилась у Рославлі в єврейській родині. Закінчила фельдшерсько-акушерську школу в Іванові. Там же почала серйозно займатися легкою атлетикою.
У 1954 вперше стала чемпіонкою СРСР серед дорослих. Загалом 32 рази перемагала на національних першостях на різних дистанціях, проте жодного разу не змогла здобути олімпійську нагороду, чотири рази посівши четверте місце на Іграх.
Іткіна досягла за кар'єру неперевершеного результату на європейські арені, зумівши стати чемпіонкою Європи на трьох поспіль чемпіонатах Європи. У 1954 вона стала дворазовою чемпіонкою континенту у бігу на 200 метрів та в естафеті 4×100 метрів перед тим як у 1958 та 1962 стати дворазовою чемпіонкою Європи на 400-метрівці. Крім того, в її активі бронзова нагорода чемпіонату-1958 на 200-метровій дистанції, а також перемога у бігу на 400 метрів на першому в історії Кубку Європи, який відбувся у 1965 в німецькому Касселі.
Після четвертого місця у складі радянської збірної в естафеті 4×100 метрів на Іграх-1956 у Мельбурні, у 1960 Іткіна була четвертою на Іграх у Римі у трьох дисциплінах (біг на 100, 200 метрів та естафета 4×100 метрів). На жаль для Іткіної, її коронна дистанція бігу на 400 метрів, в якій вона домунвала у другій половині 50-х — на початку 60-х років, була введена у жіночу олімпійську програму лише починаючи з Ігор-1964 у Токіо, на яких вона у віці 32 років фінішувала у цій дисципліні п'ятою. У довгій спринтерській естафеті 4×400 метрів Іткіній не довелось взяти участь на Олімпіадах, оскільки олімпійські медалі у цьому виді жінки вперше розіграли лише у 1972 у Мюнхені, вже після того як Іткіна завершила спортивну кар'єру.
Іткіна була «піонеркою» у бігу на 400 метрів (440 ярдів), встановивши упродовж 1957—1962 чотири світові рекорди у цьому виді.
Авторка 27 національних рекордів.

## Основні міжнародні виступи
| Рік  | Змагання                       | Місто    | Місце | Дисципліна | Примітки |
| ---- | ------------------------------ | -------- | ----- | ---------- | -------- |
| 1954 | Чемпіонат Європи               | Берн     | 1пф4  | 100 м      |          |
| 1954 | 1                              | 200 м    |       |            |          |
| 1954 | 1                              | 4×100 м  |       |            |          |
| 1956 | Олімпійські ігри               | Мельбурн | 1пф4  | 200 м      |          |
| 1956 | ф4                             | 4×100 м  |       |            |          |
| 1957 | Всесвітні університетські ігри | Париж    | 1     | 200 м      | [ 5 ]    |
| 1958 | Чемпіонат Європи               | Швеція   | 3     | 200 м      |          |
| 1958 | 1                              | 400 м    |       |            |          |
| 1960 | Олімпійські ігри               | Рим      | ф4    | 100 м      |          |
| 1960 | ф4                             | 200 м    |       |            |          |
| 1960 | ф4                             | 4×100 м  |       |            |          |
| 1962 | Чемпіонат Європи               | Белград  | 1     | 400 м      |          |
| 1962 | —                              | 4×100 м  | DQ    |            |          |
| 1964 | Олімпійські ігри               | Токіо    | ф5    | 400 м      |          |
| 1965 | Кубок Європи                   | Кассель  | 1     | 400 м      |          |

## Подальше життя
Після завершення спортивної кар'єри Іткіна працювала тренером, очолювала легкоатлетичну команду білоруського «Динамо» та Білоруську спілку спортсменів (з 1991).

## Нагороди та визнання
- Заслужений майстер спорту СРСР
- Заслуженный тренер БРСР
- Заслужений діяч фізичної культури та спорту БРСР
- Орден «Знак Пошани» (1957)
- Медаль «За трудову доблесть» (1957)
- Приз МОК за внесок до олімпійського руху (2000)
- Орден Вітчизни ІІІ ступеня (2006)[4]
- Відзнака «Почесний динамівець»[7].

У 1991 була включена до Міжнародного єврейського спортивного залу слави.